# Locotenența Domnească (1866)
Locotenența Domnească din 1866 s-a constituit la 11 februarie 1866, în urma abdicării forțate a domnitorului Alexandru Ioan Cuza.
Cei trei membri ai Locotenenței au fost:
- Lascăr Catargiu, reprezentant al Moldovei și al conservatorilor
- Generalul Nicolae Golescu, reprezentant al Țării Românești și al liberalilor
- Colonelul Nicolae Haralambie, reprezentant al armatei

În timpul Locotenenței Domnești a existat și un guvern provizoriu, sub conducerea lui Ion Ghica, acesta deținând și portofoliul afacerilor externe.
Principala preocupare a Locotenenței Domnești a fost găsirea cât mai grabnică a unui principe străin dispus să preia tronul României. De asemenea, a avut de respins mișcări separatiste, precum cea de la Iași din 3 aprilie 1866, organizată de elemente boierești și sprijinită de forțe externe care doreau anularea Unirii din 1859.
Chiar în prima zi a ființării acestei Locotenențe (11 februarie), Camera și Senatul se reunesc sub președinția mitropolitului primat Nifon și aleg ca domnitor al Principatelor Române Unite pe „Alteța sa regală Filip Eugeniu Ferdinand Maria Clement Balduin Leopold George, comite de Flandra și Duce de Saxonia, sub numele de Filip I”. După refuzul acestuia, pe data de 19 martie Ion C. Brătianu se deplasează, cu acordul guvernului, la Düsseldorf pentru a încerca să obțină acceptul principelui Carol Ludovic de Hohenzollern de a deveni domnul României, ceea ce și reușește.
Pe 30 martie 1866 Locotenența Domnească dă o proclamație către popor prin care recomandă alegerea, în plebiscitul ce va urma, a principelui Carol ca domnitor al României. În urma consultării voinței populare (2 - 8 aprilie) rezultatul a fost de 685.869 voturi pentru, 12.837 abțineri și 224 voturi contra.
În perioada 9 - 17 aprilie 1866 s-au desfășurat alegerile pentru Adunarea Electivă, devenită acum Adunare Constituantă. Lucrările acesteia au fost deschise la 28 aprilie, cu un mesaj din partea Locotenenței:
„Națiunea v-a delegat puterile sale și v-a fixat reprezentațiunea ei legală, ea așteaptă dar, ca și guvernul, cu nerăbdare, dar cu cea mai neclintită credință, să dați aspirărilor, voinței, actelor ei, consacrațiunea D-voastră ca să puneți astfel un capăt bănuielilor, neliniștii, ca să curmați îndată toate durerile ce ne bântuie de ani lungi, toate pericolele de care necontenit furăm amenințați.”
În urma dezbaterilor, 109 deputați s-au pronunțat pentru alegerea principelui Carol, în vreme ce 6 s-au abținut. S-a adoptat o declarație în concordanță cu rezultatele voturilor. Tot în aceeași zi, Locotenența Domnească înaintează Adunării Constituante proiectul noii Constituții, urmând ca la 3 mai să facă același lucru și cu Legea electorală.
Locotenența Domnească a luat sfârșit la 10 mai 1866, o dată cu depunera jurământului (citit în limba română de Nicolae Haralambie) de către domnitorul Carol I.